# Zipera
Zipera est un groupe polonais de hip-hop, originaire de Varsovie. Le groupe est formé en 1999 à l'initiative des membres du groupe ZIP Skład, les rappeurs Pona, Koras et Fu. Le groupe fait ses débuts en 2000 avec l'album O.N.F.R. Les enregistrements suivants du trio sont inclus dans le deuxième album intitulé Druga strona medalu sorti en 2004. Cet album contient l'un des tubes radios de Zipera, intitulé Do roboty, enregistré avec la participation de Muńka Staszczyk, chanteur connu pour ses performances dans le groupe T.Love.
Plus de 14 ans après la sortie de l'album Druga Strona medalu, le troisième album, Meritum, est publié.

## Histoire
Le groupe se forme en 1999 à Varsovie à l'initiative de Pon, Koras et Fu, des rappeurs connus pour leurs performances au sein du groupe ZIP Skład. Le single annonçant le premier album du trio, intitulé Sztuczna twarz, sorti un an plus tard. Sokół, membre de ZIP Skład et WWO, participe à ce titre. Le premier album du groupe, intitulé O.N.F.R., sort le 24 juin de la même année sous le label Baza Lebel, distribué par Pomaton EMI. ZIP Skład, Pelson, Wilku et Włodek, entre autres, participent également à l'album en tant qu'invités. 
La production des enregistrements est assurée entre autres par les membres de Zipera, ainsi que par Vienio sous le nom de DJ Variat, DJ 600V et Waco. L'album, promu par le clip du morceau Wir wydarzeń, s'inscrit dans la continuité des réalisations du groupe ZIP Skład. Dans leurs morceaux, les rappeurs abordent entre autres la question de l'existentialisme. Un an plus tard, le morceau Sztuczna twarz issu de leur premier album est inclus dans la compilation de divers artistes Zjazd na baze – remiksy. La compilation comprend également un remix du morceau Wir wydarzeń interprété par Majki. Auparavant, les rappeurs avaient participé à l'album de production de Waco – Świeży materiał, dans le morceau W imię czego?. Entre-temps, Pono et Fu se lancent dans une carrière artistique solo. Fu réalise deux albums studio, N.O.C.C. (2001) et Futurum (2002). Le premier est réalisé avec la participation, entre autres, des autres membres de Zipera. Pono fait, quant à lui, ses débuts en 2002 avec l'album Hołd.
Le 16 août 2003, Mixtape Vol. 3, l'album produit par DJ Decks, sort, comprenant le morceau Nie ma rzeczy niemożliwych avec la participation de Zipera et Juras. Le 6 décembre, le single Bez ciśnień sort, annonçant le deuxième album studio du groupe,. Le morceau, promu par un clip, compte parmi ses invités les artistes français Davy, connu pour son groupe Soundkail, et Tome. Le morceau se classe à la 30e place du Szczecińskiej Listy Przebojów et à la 21e place du classement de l'émission télévisée TVP 2 30 ton – lista, lista przebojów. Le 14 février 2004, le deuxième album studio du groupe, intitulé Druga strona medalu, sort. Les enregistrements sont publiés par le label Prosto. Les morceaux sont produits, une fois de plus, par les membres de Zipera, ainsi que par Waco, L.A., Vienio, Sqra, Pono, Zdolny Dzieciak, Pióro et Doniu. Juras, Peja et Muniek Staszczyk, connu pour ses performances avec le groupe T.Love, participent également à l'album en tant qu'invités. L'album atteint la 8e place du classement OLiS. Le deuxième album de Zipera EST promu lors de nombreux concerts. Les artistes se sont notamment produits lors du Street Wall Festival et du Hip Hop Active, font la première partie du duo américain Mobb Deep au club Stodoła de Varsovie et participent à la Prosto Tour 2004,.
En 2004 également, le morceau Bez ciśnień apparait sur les compilations ESKA Squad, Hiphopstacja et VIVA Hip Hop vol.4,,. Le groupe participe également à l'album produit par WhiteHouse intitulé Kodex 2: Proces. Les artistes participent au morceau Droga otwarta. Entre-temps, le troisième album solo de Fuszka, intitulé Wrodzony instynkt, sort. Le 30 août 2005, le groupe se produit à la salle Olivia de Gdańsk lors du concert Honor jest Wasz Solidarni dans le cadre des célébrations du 25e anniversaire de la signature des accords d'août. Les rappeurs jouent aux côtés d'artistes tels que Jan Peszek, Anna Maria Jopek, Adam Nowak et Krystyna Prońko. La performance du groupe est sortie la même année sur le DVD homonyme. Toujours en 2005, la compilation Czarny piątek vol.1 – Polski Beat est mise en vente, sur laquelle figure le morceau Patriota issu du répertoire de Zipera. Le groupe participe également à l'album Wiele Sqr de Sqry . Les rappeurs participent au morceau Zaślepieni. L'album de Fu intitulé Kameleon, enregistré en duo avec Olsen, sort également. En septembre, les artistes ont joué lors du festival Otwarte Rewiry à Varsovie.
Le 18 novembre 2017, un morceau intitulé Gdzie one są? est publié, accompagné d'un clip. Ce morceau annonce la sortie de l'album Meritum.

## Discographie

### Albums studio
| O.N.F.R.                                          | - Date : 24 juin 2000 - Labels : Baza Label/Pomaton EMI | –  | - POL : +10 000 |
| Druga strona medalu                               | - Date : 14 février 2004 - Labels : Prosto/Pomaton EMI  | 8r |                 |
| Meritum                                           | - Date : 29 juin 2018 - Labels : District AREA/My Music | 4  |                 |
| « – » signifie qu'aucun classement n'est atteint. |                                                         |    |                 |

### Singles
| Sztuczna twarz                                    | 2000 | –  | – | O.N.F.R.            |
| Bez ciśnień                                       | 2003 | 30 | 8 | Druga strona medalu |
| « – » signifie qu'aucun classement n'est atteint. |      |    |   |                     |

### Autres
| Titre                             | Année | Meilleure position | Album               |
| Titre                             | Année | SLiP               | Album               |
| --------------------------------- | ----- | ------------------ | ------------------- |
| Do roboty (avec Muniek Staszczyk) | 2004  | 33                 | Druga strona medalu |